# 1072 هـ
1072 هـ هي سنة في التقويم الهجري امتدت مقابلةً في التقويم الميلادي بين سنتي 1661 و1662.

## وفيات
- محمد ميارة